# Alert flygplats
Alert flygplats är världens nordligaste permanenta flygplats och ligger vid Alert i Kanada. Den är militär och har en 1 676 meter lång och 46 meter bred landningsbana av grus.

## Olyckor och incidenter
- Den 30 oktober 1991 störtade en Lockheed CC-130E Hercules från Kanadas försvarsmakt 22 km från Alert flygplats vid inflygning. Fem besättningsmän och 13 passagerare fanns ombord, av dessa omkom två besättningsmän och tre passagerare.[2]